# Kjell Christoffer Barnekow (1730–1818)
Kjell Christoffer Barnekow, född den 10 september 1730 på Örtofta, död den 14 juni 1818 på Vittskövle, var en svensk friherre och militär. Han var son till Christian Barnekow och far till Christian och Kjell Christoffer Barnekow.

## Biografi
Barnekow blev underofficer vid Kronprinsens regemente 1747, fänrik där 1748 och löjtnant 1750. Han erhöll transport till Posseska regementet 1757 och blev stabskapten där 1758. Barnekow deltog i pommerska kriget 1758 och 1759 samt blev av preussarna fången vid Demmin sistnämnda år, men
utväxlades 1761 och deltog sedan i kriget till dess slut. Därefter beviljades han avsked ur krigstjänsten. Barnekow blev överjägmästare i Skåne 1763 och tilldelades hovjägmästares namn, heder och värdighet 1765. Han beviljades avsked från överjägmästaretjänsten 1769. Barnekow blev riddare av Svärdsorden 1770 och av Carl XIII:s orden 1811 samt kommendör med stora korset av Vasaorden 1816.